# Kreeksehaven
De Kreeksehaven is een stuk van een voormalig uitwateringskanaal van het bemalingssysteem van het eiland IJsselmonde dat uitmondde in het Zuiddiepje. Door de aanleg van de A16 naar Dordrecht was de verbinding met het gemaal afgesloten, en was het een nutteloze inham zonder stroming geworden, waardoor het geleidelijk voor een groot deel dichtslibde. Een aantal mensen hadden hier hun boot liggen. Toen de gemeente Rotterdam het advies van de havendienst en de politie kreeg, om de inham te dempen, hebben de booteigenaren zich verenigd. In 1961 is hiertoe de watersportvereniging wsv de Kreek opgericht.